# الحركة الخضراء (إسرائيل)
الحركة الخضراء (بالعبرية: התנועה הירוקה) حزب سياسي وحركة اجتماعية بيئية تأسس في عام 2008 في إسرائيل.
تأسس الحزب تحت اسم "الحركة الخضراء" على أيدي نشطاء ميدانيين في مجال المجتمع والبيئة، وأعضاؤه هم مؤسسو منظمات وأعضاء مجالس مدن ومفكرون وأكاديميون من مختلف الفئات الاجتماعية. تدعو الحركة إلى وضع رؤية بيئية اجتماعية عالمية في قلب عمليات صنع القرار في الحكومة الإسرائيليّة، ويتم تعريفها على الخريطة السياسية على أنها حزب يساري ديمقراطي اجتماعي.

## انتخابات الحزب
سُجّلت الحركة الخضراء كحزب في 11 تشرين الثاني (نوفمبر) 2008 وخاضت انتخابات الكنيست الثامنة عشرة ضمن قائمة واحدة مع حزب البعد تحت اسم الحركة الخضراء-ميدم. وحصلت القائمة على 27.737 صوتاً (0.82% من الأصوات) ولم تتجاوز نسبة الحسم. استعدّت للتّرشّح في انتخابات الكنيست التاسعة عشرة بشكل مستقل، ترشحت شركة يقودها رئيسها ألون تال -خلافًا لانتخابات مؤتمر الحزب- ضمن قائمة مشتركة مع الحركة التي تتزعمها تسيبي ليفني. وجاء ألون طال في المركز 13، ولم يتم انتخابه للكنيست. قبيل انتخابات الكنيست العشرين، تم وضع رئيسة الكنيست ياعيل كوهين فاران في المركز الخامس والعشرين على قائمة المعسكر الصهيوني المشترك بين حزب العمل الإسرائيلي وحزب الحركة (هتنوعا). وبانتخاب داني عطار لقيادة حزب ككال-يونك، دخلت ياعيل كوهين-فارين الكنيست ضمن قائمة المعسكر الصهيوني في 25 تشرين الثاني/نوفمبر 2015، وبذلك أصبحت أول ممثلة لحزب الحركة الخضراء في الكنيست، وفي انتخابات الكنيست الحادية والعشرين، احتلت كوهين-فارين المركز الخامس عشر في حزب العمل ولم تدخل الكنيست.
استعدادًا لانتخابات الكنيست الثانية والعشرين، تم تعيين ستاف شابير رئيسة للحزب، وانضمت تحت قيادتها إلى قائمة المعسكر الديمقراطي مع حزب ميرتس وحزب إسرائيل الديمقراطي بزعامة إيهود باراك. وقبل انتخابات الكنيست الثالثة والعشرين، غير الحزب اسمه إلى "حزب الخضر"، ولكن في النهاية، وبسبب انقسام قائمة المعسكر الديمقراطي، لم يترشح الحزب للكنيست. 

## أهداف الحزب
ترتكز أهداف الحركة والحزب في عدّة مجالات:
1. البيئة – تحسين جودة الحياة من خلال مضاعفة الاستثمار في وسائل النقل العام النظيفة، ومنع تلوث الهواء من خلال استخدام الطاقة المتجددة، التوفير في استهلاك الكهرباء والقضاء على بناء محطات توليد الطاقة التي تعمل بالفحم الملوثة.
2. التعليم والمجتمع – تعزيز نظام التعليم العام، وتغيير وضع المعلمين، وقيادة خطة للاستثمار المُركّز في المدارس والمستوطنات في المناطق الجغرافية والاجتماعية الهمشة. تحديد هدف ملزم لخفض معدلات الفقر، واستعادة نظام الرفاه والصحة، ووقف تآكل صناديق التقاعد. النضال من أجل الحرية الفردية وحرية التعبير وفي نفس الوقت العمل من أجل دمج الاستقطاب بين الديني والعلماني. الدفاع عن مبدأ المساواة بين المرأة والرجل في المؤسسات العامة والسلطات الحكومية، وقيادة هذا المبدأ في كافة مؤسسات الحركة، وفي هذه العملية أيضًا نموذج للرئاسة المزدوجة، التي يخدم فيها عيران بن يميني ويائيل كوهين فاران.
3. سياسياً - تعزيز الحل السلمي على أساس مبدأ الدولتين لشعبين، مع الحفاظ على أمن إسرائيل وضمان التعاون الإقليمي في مجالات البيئة والتخطيط والمياه.
4. التكنولوجية - تقليص الفجوة الرقمية، وتعزيز إمكانية الوصول، وحيادية الشبكة، والبرمجيات الحرة، والمعايير المفتوحة للغة HTML وغيرها من التقنيات وإعطاء الأولوية للمحتوى المجاني في نظام التعليم. وبحسب موقع واي نت، فإن الحركة الخضراء كانت الحزب الوحيد الذي احتوى برنامجه على فصل كامل عن التكنولوجيا صاغه متخصصون في هذا المجال.[7]
5. الاقتصاد – في أغسطس 2011، أعلنت الحركة الخضراء أنها تتبنى برنامج الصفقة الخضراء الجديدة للأمم المتحدة، والذي تم تكييفه ليناسب إسرائيل من خلال العمل المشترك لها مع المنظمات غير الحزبية، وهو يقترح معالجة الأزمة الاقتصادية العالمية والأزمة البيئية معًا، من خلال سلسلة من الإصلاحات الاقتصادية الخضراء. [8]